# Franciszek Iwańczak
Franciszek Jerzy Iwańczak (ur. 1935 r., zm. 15 sierpnia 2021 r.) – polski lekarz, specjalista w zakresie gastroenterologii i pediatrii, prof. dr hab.

## Życiorys
Obronił pracę doktorską (1970 r.), następnie uzyskał stopień doktora habilitowanego. Otrzymał tytuł profesora w zakresie nauk medycznych. Został zatrudniony na stanowisku w II Katedrze i Klinice Pediatrii, Gastroenterologii i Żywienia na Wydziale Lekarskim Akademii Medycznej im. Piastów Śląskich, oraz był członkiem zarządu Polskiego Towarzystwa Pediatrycznego.
Zmarł 15 sierpnia 2021, pochowany na Cmentarzu św. Wawrzyńca we Wrocławiu.

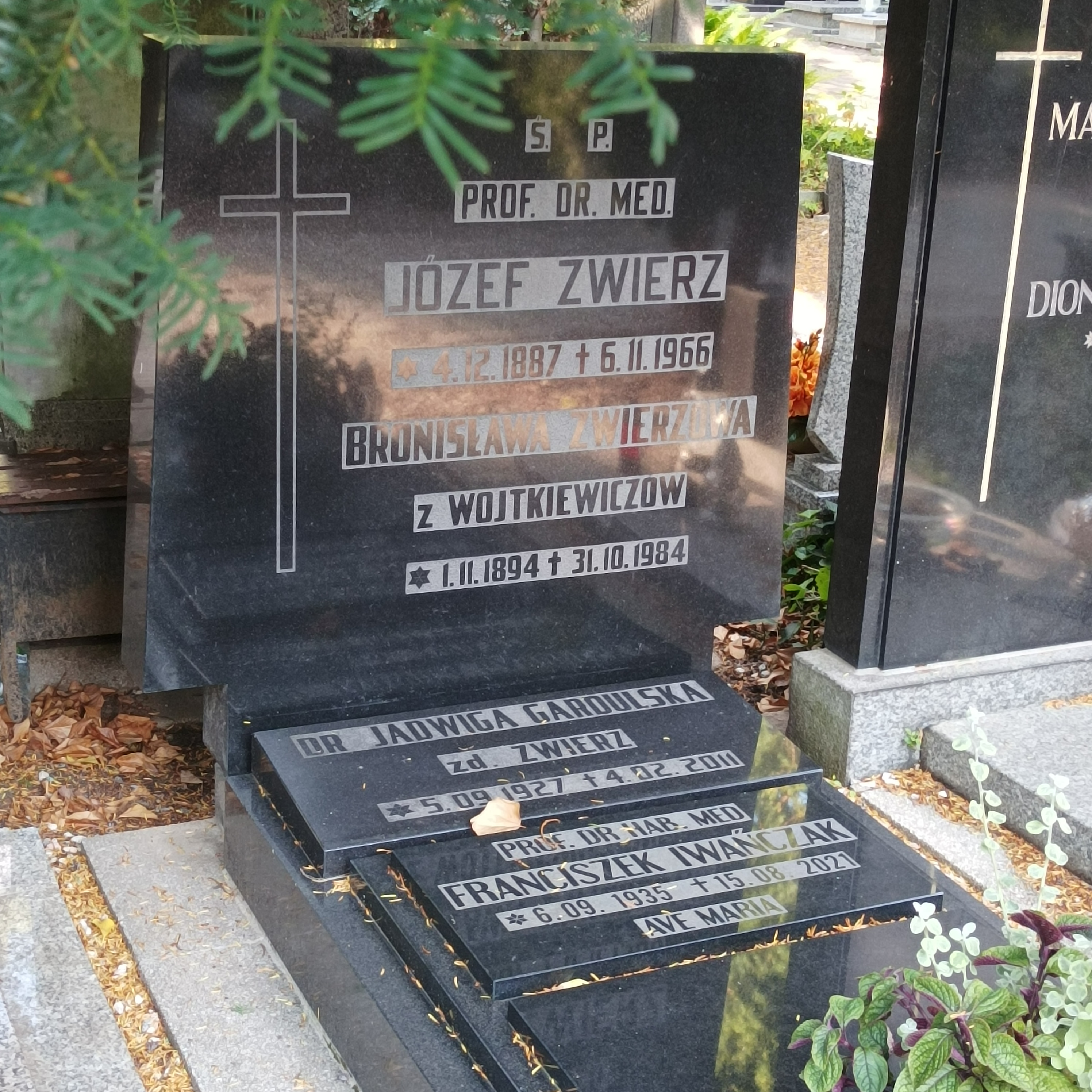
Grób prof. Franciszka Iwańczaka i prof. Józefa Zwierza na Cmentarzu św. Wawrzyńca we Wrocławiu

## Odznaczenia
- Krzyż Kawalerski Orderu Odrodzenia Polski[2]
- Krzyż Oficerski Orderu Odrodzenia Polski (2004)[5]
- Złoty Krzyż Zasługi[2]
- Brązowy Medal Uczelni, "Za zasługi dla ochrony zdrowia"[2]